# Mars Reconnaissance Orbiter

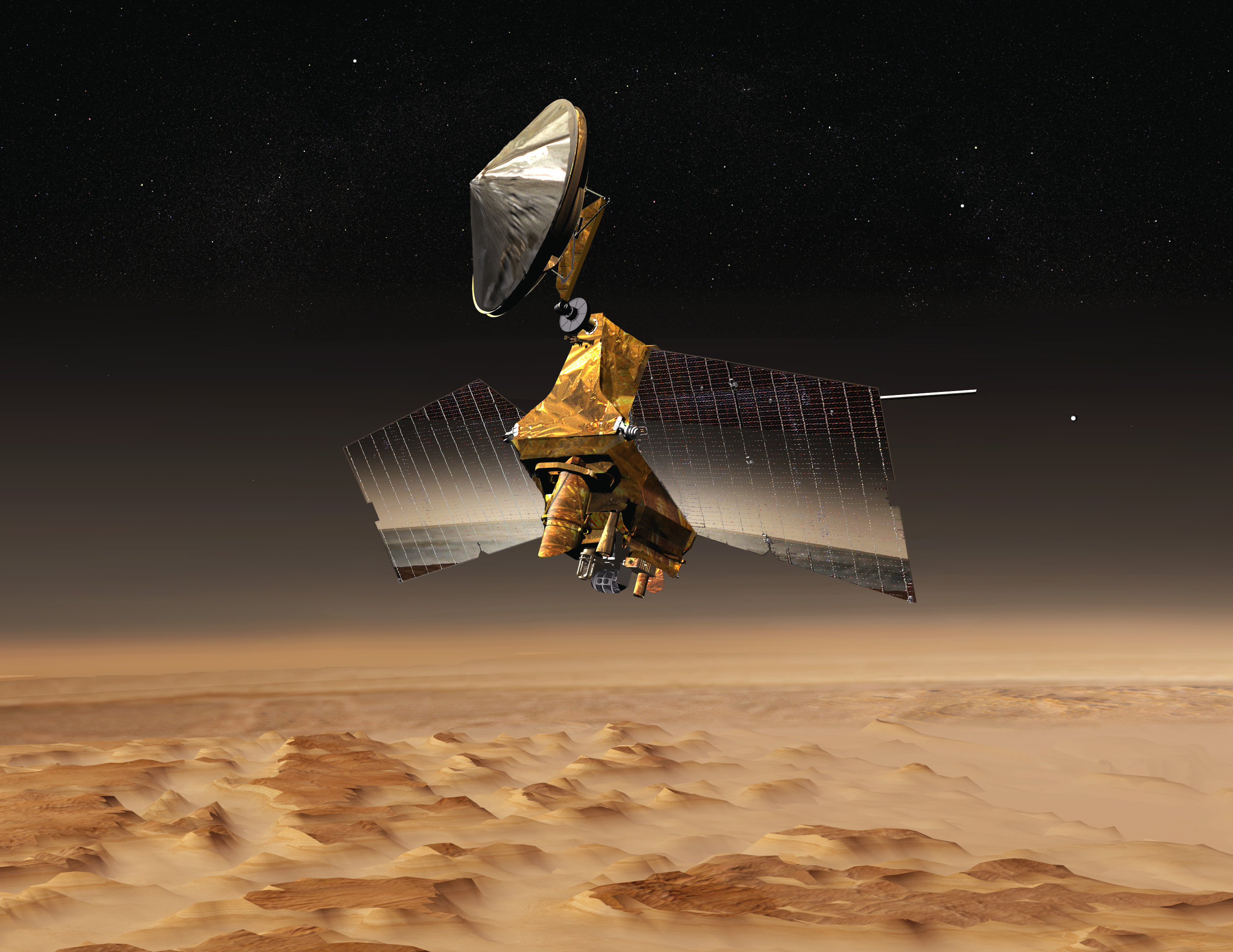
Bức hình vẽ khái niệm của phi thuyền Mars Reconnaissance Orbiter trên Sao Hỏa

Mars Reconnaissance Orbiter (tiếng Anh, viết tắt MRO, tức là "Tàu quỹ đạo Trinh sát Sao Hỏa") là tàu vũ trụ đa chức năng, được phóng lên ngày 12 tháng 8 năm 2005 để tìm hiểu về Sao Hỏa bằng cách quan sát tỉ mỉ, để kiếm nơi có thể hạ cánh trong các chuyến hạ xuống trong tương lai, và để chuyển tiếp tin nhanh cho các chuyến đó. Nó được thiết kế để bay trên quỹ đạo bốn năm, trở thành vệ tinh nhân tạo thứ tư hoạt động tại Sao Hỏa (cùng với Mars Express, Mars Odyssey, và Mars Global Surveyor), và máy dò thứ sáu (các vệ tinh cùng với hai phi thuyền Mars Exploration), trong thời điểm có nhiều quan tâm khoa học về Sao Hỏa.